# Mildred Lewis
Mildred Lewis (* 1920 als Mildred Gerchik; † 7. April 2019 in Los Angeles, Kalifornien) war eine US-amerikanische Filmproduzentin und Drehbuchautorin. 
Lewis heiratete 1946 den Produzenten Edward Lewis. Gemeinsam arbeiteten sie auch an verschiedenen Filmen, so schrieben sie das Drehbuch für Brothers (1977), den sie auch produzierten. Gemeinsam waren sie bei der Oscarverleihung 1983 für den Film Vermißt für den Oscar in der Kategorie Bester Film nominiert. Hinzu kam die Nominierung für den British Academy Film Award. 1971 war Lewis als Ausführende Produzentin an Harold und Maude beteiligt, ihrem ersten Film überhaupt. 1999 war sie als Autorin an Unbowed beteiligt.
Lewis starb am 7. April 2019 im Alter von 98 Jahren. Sie und ihr Ehemann waren 73 Jahre Partner im Leben und in der Arbeit. Gemeinsam hatten sie zwei Kinder und schrieben die Bücher Heads You Lose (2002) and Masquerade (2006).